# Filipinas nos Jogos Olímpicos de Verão de 1948
As Filipinas competiu nos Jogos Olímpicos de Verão de 1948, realizados em Londres, Inglaterra.